# Torhild Lindal
Torhild Lindal, född 20 september 1931 i Fredrikstad, död 16 januari 1980 i Oslo, var en norsk sångare och skådespelare.
Lindal debuterade 1952 vid Edderkoppen Teater och medverkade i flera revyer där samt på Chat Noir. Under 1950-talet var hon en central stjärnfigur i norsk teater med en artistisk höjdpunkt som Annie i Annie Get Your Gun på Det norske teatret 1956. Därtill medverkade hon i sex filmer 1952–1962, bland annat som Agnete i Toya-filmerna 1956 och 1959.
Hon spelade också in flera skivor, bland annat duetter med Alf Prøysen.
Lindal var från 1958 gift med skådespelaren och kompositören Kurt Foss i dennes andra äktenskap.

## Filmografi
- 1952 – Trine!
- 1953 – Skøytekongen
- 1954 – Heksenetter
- 1956 – Toya rymmer
- 1957 – Toya – vilse i fjällen
- 1962 – Bajaderen

## Diskografi (urval)
Singlar
- 1955 – "Under den hvite bro" (med Arild Andresens orkester)
- 1955 – "El Baion" / "Den skyldige er vel du" (med Arild Andresens kvintett)
- 1955 – "Berre nattur som skal tel" / "Annies Vuggevise" (med Sverre Berghs orkester)
- 1955 – "Du får aldri ein mann med gevær" / "Alt er tapt"
- 1956 – "I Lovers's Lane" / "Vide med vind"
- 1956 – "Anders og Brita" / "Duett i Småland" (med Alf Prøysen)
- 1957 – "Tango for to" / "Storgards-Erik og Småstugu-Lena" (med Alf Prøysen)
- 1957 – "Et kort lite kort" (Gunnar Sønstevolds orkester)
- 1958 – "Fire smil" (med Ragnar Danielsens orkester)
- 1958 – "Sjømannens ensomhet"
- 1960 – "Frøken Alfabet" / "Ny smart hatt"